# Lucha Altamirano
Luisa "Lucha" Altamirano (Michoacán, México, 30 de julio de 1917 - Ciudad de México, México, 20 de agosto de 1986) fue una actriz mexicana que hizo su debut en su trayectoria en el año 1939
en Juan Soldado  como la Dueña del Rancho.

## Biografía
Inicia su carrera en Juan Soldado como la Dueña del Rancho, en 1939, junto a Emilio Tuero y María Luisa Zea,
años después se va a Su gran ilusión en 1945 como Policía.
En los años de 1960 en 1961 actúa en la película Bonitas las tapatías. En el año 1963 actúa por primera vez en la televisión en la telenovela Destino como Nani Beca junto a Carmen Montejo, Rafael Banquells y Luis Lara,
Después se integra al elenco de la telenovela mexicana La trampa en 1964. Después de 3 años se integra a la telenovela Un pobre hombre en 1967. Ese mismo año actúa en Felipa Sánchez, la soldadera, telenovela mexicana de 1967.
Después de 12 años participa en la telenovela Una mujer marcada donde interpreta a Balbina Marine, pero su verdadera identidad es de Paula Montes de Oca.
Participa en la telenovela En busca del paraíso donde interpreta a Doña Panchita López en reemplazo de Anita Blanch en 1982.
Ese mismo año en 1982 participa en su última película, El ánima de Sayula en 1982. Finalmente participa en Por amor, donde interpreta a Doña Guadalupe "Lupita". Fue su última aparición.

## Filmografía

### Películas
- El ánima de Sayula (1982)
- Bonitas las tapatías (1961)
- Su gran ilusión (1945)
- Juan Soldado (1939) como La dueña del rancho

### Telenovelas
- Por amor (1982) como Doña Lupita
- En busca del paraíso (1982) como Doña Panchita López #2
- Una mujer marcada (1979) como Balbina Marine / Paula Montes de Oca
- Felipa Sánchez, la soldadera (1967)
- Un pobre hombre (1967)
- Destino (1963)

- Datos: Q9024647